# Systropha curvicornis
Systropha curvicornis är en biart som först beskrevs av Giovanni Antonio Scopoli 1770.  Systropha curvicornis ingår i släktet Systropha och familjen vägbin. Inga underarter finns listade.

## Utseende
Ett svart, tämligen litet bi med en kroppslängd på omkring 9 mm. Mellankroppen har gles behåring hos honan, tätare hos hanen. Honan har dessutom ljusgrå päls på främre delen av bakkroppen, övergående till mera svartbrunaktig längre bak. Hennes antenner är klubbformiga, medan de är mer trekantigt kägelformade hos hanen.

## Ekologi
Arten är ett värmeälskande bi som finns på fält med, åtminstone fläckvis, sparsam växtlighet. Den är starkt specialiserad på åkervinda; nektar kan den emellertid även hämta hos cikoria. Flygtiden varar från juni till augusti.

### Fortplantning
Systropha curvicornis är ett solitärt (icke samhällsbildande) bi där honan gräver bon i glesbevuxen mark. Avkomman övervintrar i boet som vilolarver. Det förekommer att boet angrips av boparasiten Biastes brevicornis som lägger sitt ägg i boet och vars larv lever av den insamlade näringen efter det värdägget eller -larven dödats.

## Utbredning
Arten finns i Europa från Spanien och södra Italien till Tyskland, och österut till Västasien. Åtminstone i de norra delarna av utbredningsområdet är den ovanlig; i Tyskland är den klassificerad som starkt hotad ("EN").